# پنتبدرا
پونتِبِدرا (اسپانیایی: Pontevedra) مرکز استان پُنتبدرای اسپانیا است. جمعیت آن ۸۰٫۱۹۱ نفر و مساحتش ۱۱۷ کیلومتر مربع است.